# Tipula aprilina
Tipula aprilina är en tvåvingeart som beskrevs av Alexander 1918. Tipula aprilina ingår i släktet Tipula och familjen storharkrankar. Inga underarter finns listade i Catalogue of Life.